# Ben Whishaw
Ben Whishaw, właśc. Benjamin John Whishaw (ur. 14 października 1980 w Clifton w Anglii) – brytyjski aktor teatralny, filmowy i telewizyjny.

## Życiorys

### Wczesne lata
Urodził się i wychowywał w Clifton w hrabstwie ceremonialnym Bedfordshire jako jeden z synów (ma bliźniaka, Jamesa) Lindy (z domu Hope), która pracowała przy kosmetykach, i Jose’a Whishawa, który pracował przy technologii informacyjnej, a wcześniej grał w piłkę nożną w Stevenage F.C.
Od najmłodszych lat pasjonowały go koty, jazda konna i aktorstwo. Jako nastolatek zapisał się na zajęcia w Bancroft Players Youth Theatre przy Hitchin’s Queen Mother Theatre. Po ukończeniu Samuel Whitbread Community College występował z teatralną grupą Big Spirit. Po maturze studiował w Royal Academy of Dramatic Art (RADA) w Londynie, którą ukończył latem 2003 r.

### Kariera
Na wielkim ekranie po raz pierwszy zagrał rolę żołnierza Jamesa Deamisa w dramacie Okop (The Trench, 1999) u boku Daniela Craiga, z którym spotkał się potem także na planie filmowym dramatu Przetrzymać tę miłość (Enduring Love, 2004) i filmie o Jamesie Bondzie Skyfall (2012) jako Q. Potem znalazł się w obsadzie dramatu Facet do towarzystwa (Mauvaise passe, 1999) z udziałem Daniela Auteuila, Stuarta Townsenda i Noaha Taylora.
W 2003 r. debiutował na West Endzie jako brat Jasper w National Theatre w adaptacji sztuki Philipa Pullmana Mroczne materie (His Dark Materials). Za tytułową szekspirowską postać w spektaklu Hamlet (2004) w londyńskim teatrze Old Vic otrzymał nagrodę im. Iana Charlesona 2005 oraz zdobył nominację do nagród: Laurence Olivier Award, South Bank Sky Arts Award i Evening Standard Award.
Przełomem w jego karierze ekranowej była rola obdarzonego fenomenalnym węchem seryjnego mordercy, który zabija młode kobiety, by stworzyć idealny zapach w adaptacji bestsellerowej powieści Patricka Süskinda, jednej z najdroższych produkcji w historii kina europejskiego Pachnidło: Historia mordercy (Perfume: The Story of a Murderer, 2006).
W 2018 wystąpił obok Hugh Granta w brytyjskim miniserialu Skandal w angielskim stylu (A Very English Scandal), gdzie wcielał się w rolę Normana Josiffe, za którą otrzymał nagrodę Emmy w kategorii Najlepszy aktor drugoplanowy w miniserialu lub filmie telewizyjnym (2019).

## Życie prywatne
Jego seksualność była przedmiotem ożywionej debaty Internetu. Spekulacje zapoczątkował wywiad, którego w marcu 2011 r. udzielił dla magazynu gejowskiego „Out”, podczas gdy grał homoseksualną postać w off-broadwayowskiej sztuce Alexi’a Kaye Campbella Duma (The Pride).
W sierpniu 2012 roku w Sydney zawarł związek partnerski z australijskim kompozytorem Markiem Bradshawem. Upublicznił tę informację rok później na łamach „Daily Mail”. Poznali się na planie Jaśniejsza od gwiazd (Bright Star, 2009), w którym Ben grał Johna Keatsa, podczas gdy 30-letni wtedy Mark komponował muzykę.

## Filmografia
- 1999: Okop (The Trench) jako James Deamis
- 1999: Facet do towarzystwa (Mauvaise passe/The Escort) jako Jay
- 2001: Baby (film krótkometrażowy) jako Mały Joe
- 2001: Mój brat Tom (My Brother Tom) jako Tom
- 2003: Spiritual Rampage (film krótkometrażowy)
- 2003: 77 Beds jako Ishmael
- 2003: Życie to teatr, Panie McGill (Ready When You Are Mr. McGill) jako Bruno
- 2003: The Booze Cruise jako Daniel
- 2004: Przetrzymać tę miłość (Enduring Love) jako Spud
- 2004: Przekładaniec (Layer Cake) jako Sidney
- 2005: Stoned jako Keith Richards
- 2006: Pachnidło (Perfume: The Story of a Murderer) – Jan Baptysta Grenouille
- 2007: I’m Not There. Gdzie indziej jestem (I’m Not There) jako Arthur Rimbaud
- 2008: Powrót do Brideshead (Brideshead Revisited) jako Sebastian Flyte
- 2009: Burza (The Tempest) jako Ariel
- 2009: Love Hate (film krótkometrażowy) jako Tom
- 2009: Jaśniejsza od gwiazd (Bright Star) jako John Keats
- 2009: The International jako Rene Antal
- 2012: Skyfall jako Q
- 2012: Atlas chmur (Cloud Atlas) jako chłopiec pokładowy, Robert Frobisher[23]
- 2013: Beat (film krótkometrażowy)
- 2013: Dni i noce (Days and Nights) jako Eric
- 2013: Teenage (film dokumentalny) jako narrator
- 2013: Teoria wszystkiego (The Zero Theorem) jako lekarz 3
- 2014: Lilting jako Richard
- 2014: Paddington jako Paddington (głos)
- 2015: Muza (The Muse, film krótkometrażowy) jako Edward Dunstan
- 2015: Lobster (The Lobster) jako kulejący człowiek
- 2015: W samym sercu morza (In the Heart of the Sea) jako Herman Melville
- 2015: Sufrażystka (Suffragette) jako Sonny
- 2015: Unity (film dokumentalny) jako narrator
- 2015: Spectre jako Q
- 2018: Mary Poppins powraca (Mary Poppins Returns) jako Michael Banks
- 2019: Magiczny świat Davida Copperfielda[24] jako Uriah Heep
- 2020: Surge jako Joseph
- 2021: Nie czas umierać jako Q
- 2022: Głosy kobiet (Women Talking) jako August
- 2023: Złe zachowanie (Bad Behaviour) jako Elon Bello
- 2023: Przejścia (Passages) jako Martin
- 2024: Ballada o Limonowie (Limonov: The Ballad) jako Eddie
- 2024: Paddington w Peru (Paddington in Peru) jako Paddington
- 2025: Peter Hujar's Day jako Peter Hujar[25][26]

## Seriale tv
Opracowano na podstawie
- 2000: Other People’s Children jako Sully
- 2000: Black Cab jako Ryan
- 2005: Nathan Barley jako Pingu
- 2008: Criminal Justice jako Ben Coulter
- 2011–2012: Czas prawdy (The Hour) jako Freddie Lyon
- 2012: Ryszard II (Richard II) jako Ryszard II
- 2014: Foxtrot jako Ezra, Jacob
- 2015: London Spy jako Danny
- 2018: Skandal w angielskim stylu (A Very English Scandal) jako Norman Scott
- 2020: Fargo jako Rabbi Milligan
- 2022: Będzie bolało (This Is Going To Hurt) jako Adam Kay
- 2024: Black Doves jako Sam Young